# Who's Your Monster?
Who's Your Monster? es un álbum en concierto de Lordi de 2007 grabado y publicado en Japón en formato de bootleg. El contenido del álbum fue grabado por Lordi en la gira Bringing Back The Balls To Japan el 12 de abril de 2007, cuando la banda estaba en Osaka tocando en el IMP Hall. Who's Your Monster? fue publicado de forma "irregular" en formato CD y solo en Japón.

## Lista de canciones
1. SCG3.Special Report
2. Bringing Back The Balls To Rock
3. Get Heavy
4. Who's Your Daddy?
5. Supermonsters (The Anthem Of The Phantoms)
6. Pet The Destroyer
7. The Kids Who Wanna Play With The Dead
8. Blood Red Sandman
9. Biomechanic Man
10. Good To Be Bad
11. It Snows in Hell
12. Solo de batería ( Haunted Town, Wild Side, Youth Gone Wild, You Can't Stop Rock'n Roll, Balls To The Wall, The Beautiful People, Wild Child, Burn In Hell, Love Gun)
13. The Deadite Girls Gone Wild
14. Devil Is a Loser
15. They Only Come Out at Night
16. Would You Love a Monsterman?
17. Hard Rock Hallelujah

## Créditos
- Mr. Lordi (vocalista)
- Amen (guitarrista)
- OX (bajista)
- Kita (batería, coros)
- Awa (teclista)